# 연천군의 향토문화재
연천군의 향토문화재는 다음 각 호에 해당하는 것을 말한다.
1. 연천군 내에 있는 문화재로서「문화재보호법」에 따라 지정되지 않은 문화재 중 역사적·예술적·학술적·경관적 가치가 큰 유·무형의 것 또는 이에 준하는 고고자료
2. 연천군수가 향토문화의 보존에 필요하다고 인정하여 지정한 문화재

## 지정 목록
| 번호 | 그림 | 명칭                          | 소재지                       | 소유자 (관리자) | 지정·해제일자         | 비고 |
| ---- | ---- | ----------------------------- | ---------------------------- | --------------- | --------------------- | ---- |
| 1호  |      | 낙선군 묘                     | 연천군 청산면 궁평리 623     |                 | 1986년 4월 10일 지정  |      |
| 2호  |      | 연천향교                      | 연천군 차탄리 253-1          |                 | 1986년 4월 10일 지정  |      |
| 3호  |      | 북삼리 석조여래입상           | 연천군 왕징면 북삼리 160-4   |                 | 2012년 4월 20일 지정  |      |
| 4호  |      | 운성부원군 묘 (雲城府院君 墓) | 연천군 장남면 반정리 산55    |                 | 1986년 4월 10일 지정  |      |
| 5호  |      | 팔효문                        | 연천군 중면 횡산리 168       |                 | 1989년 9월 22일 지정  |      |
| 6호  |      | 영원부원군 묘 (鈴原府院君 墓) | 연천군 미산면 아미리 산132-1 |                 | 1987년 12월 29일 지정 |      |
| 7호  |      | 연천 고인돌공원               | 연천군 연천읍 통현리 199-2   |                 | 2012년 4월 20일 지정  |      |
| 8호  |      | 남순하효자문                  | 연천군 전곡읍 간파리 230-1   |                 | 1987년 12월 29일 지정 |      |
| 9호  |      | 윤인함 묘                     | 연천군 청산면 백의리 산26-1  |                 | 1987년 12월 29일 지정 |      |
| 10호 |      | 아미산울어리                  | 연천군 미산면 유촌리 384-2   |                 | 1989년 9월 22일 지정  |      |
| 11호 |      | 미산성주걸이                  | 연천군 미산면 유촌리 384-2   |                 | 1989년 9월 22일 지정  |      |
| 12호 |      | 임장서원                      | 연천군 연천읍 동막리 490     |                 | 2001년 7월 19일 지정  |      |
| 13호 |      | 강릉 김씨 묘역                | 연천군 연천읍 통현리 산6-1   |                 | 2012년 4월 20일 지정  |      |
| 14호 |      | 은거당 터                     | 연천군 왕징면 강서리 798     |                 | 2012년 4월 20일 지정  |      |
| 15호 |      | 신호 묘                       | 연천군 미산면 유촌리 산140-2 |                 | 2012년 4월 20일 지정  |      |
| 16호 |      | 목은 이색 영당                | 연천군 왕징면 노동리 316     |                 | 2012년 4월 20일 지정  |      |
| 17호 |      | 조선 왕가                     | 연천군 연천읍 고문리 417-4   |                 | 2012년 4월 20일 지정  |      |
| 18호 |      | 전 기황후 릉 터               | 연천군 연천읍 상리 산145     |                 | 2013년 11월 25일 지정 |      |
| 19호 |      | 이진무 묘                     | 연천군 군남면 왕림리 산38    |                 | 2013년 11월 25일 지정 |      |
| 20호 |      | 권희 묘                       | 연천군 백학면 두현리 산167   |                 | 2013년 11월 25일 지정 |      |
| 21호 |      | 미강서원 터                   | 연천군 미산면 동이리 737-2   |                 | 2014년 12월 9일 지정  |      |
| 22호 |      | 홍길민 묘                     | 연천군 장남면 판부리 산24    |                 | 2014년 12월 9일 지정  |      |
| 23호 |      | 왕순례 묘                     | 연천군 미산면 아미리 산9     |                 | 2014년 12월 9일 지정  |      |
| 24호 |      | 심상우 묘                     | 연천군 미산면 유촌리 산123   |                 | 2014년 12월 9일 지정  |      |
| 25호 |      | 연천 숭의전 제례              | 연천군 미산면 아미리 7       |                 | 2014년 12월 9일 지정  |      |

## 참고 문헌
- 연천군 홈페이지 - 고시/공고